# Modulerende regeling
Een modulerende regeling is een regelaar waarbij het stuursignaal wordt bepaald aan de hand van het foutsignaal – de afwijking tussen de instelwaarde en meetwaarde. Dit in tegenstelling tot een aan/uit-regeling waarbij de afwijking minder of niet van belang is en de regeling vol aan of volledig uit is. Proportionele regelaars en PID-regelaars zijn modulerende regelaars.

## Cv
Een bekende toepassing is bij het vermogen van een cv-ketel dat wordt aangepast aan de warmtebehoefte. 's Morgens bij het aanwarmen, als de woning snel op de gewenste temperatuur moet komen, staat de brander voluit open. Dit duurt dan tot de kamertemperatuur in de buurt van de gewenste waarde komt, waarna de laatste graden overbrugd worden met een steeds kleiner wordende brander. Het gevolg is dat de kamer geleidelijk op temperatuur komt en de gewenste kamertemperatuur niet overschrijdt. Overdag blijft de temperatuur ook goed op hetzelfde niveau.
Bij een modulerende thermostaat hoort ook een modulerende ketel en meestal behoort ketel en thermostaat van hetzelfde merk te zijn, al zijn er uitzonderingen.
Een modulerende regeling is doorgaans zuiniger in gebruik dan een aan/uit-regeling doordat er minder stilstandverliezen zijn. Het is ook aannemelijk dat de onderdelen van de installatie langer mee kunnen, omdat er minder grote en minder plotselinge temperatuurverschillen zijn.